# Rincón de los Sauces
Rincón de los Sauces ist eine Stadt im Südwesten Argentiniens. Sie liegt im Norden der Provinz Neuquén und ist die größte Stadt des Departamento Pehuenches, allerdings nicht dessen Hauptstadt (diese liegt in Buta Ranquil).

## Geografie
Rincón de los Sauces liegt am Südufer des Río Colorado. Südlich der Stadt befindet sich die Gebirgsformation der Sierra Auca Mahuida.

## Geschichte
Die Region um Rincón de los Sauces wurde ab Ende des 19. Jahrhunderts besiedelt, der Ort war jedoch lange eine unbedeutende Ansiedlung. 1960 begann die staatliche Erdölgesellschaft YPF mit Probebohrungen, die 1968 von Erfolg gekrönt wurden. Am 20. Dezember 1970 wurde Rincón de los Sauces offiziell gegründet, von da an begann die Ortschaft durch die extraktiven Industrien schnell zu wachsen. 1996 wurden in der Umgebung Skelette von Sauriern gefunden, so dass sich von da an auch Paläontologen im Ort niederließen.

## Wirtschaft
Rincón de los Sauces ist heute eines der Zentren der Erdöl- und Erdgasförderung Argentiniens. Dieser Umstand hat dazu geführt, dass die Stadt die am schnellsten wachsende von ganz Argentinien ist; zwischen 1991 und 2001 verdreifachte sie beinahe ihre Einwohnerzahl (von 3.475 auf 10.071: 189,8 %).

## Verkehr
Der Flughafen Rincón de los Sauces liegt 6 km östlich von der Gemeinde entfernt.